# PMD 85

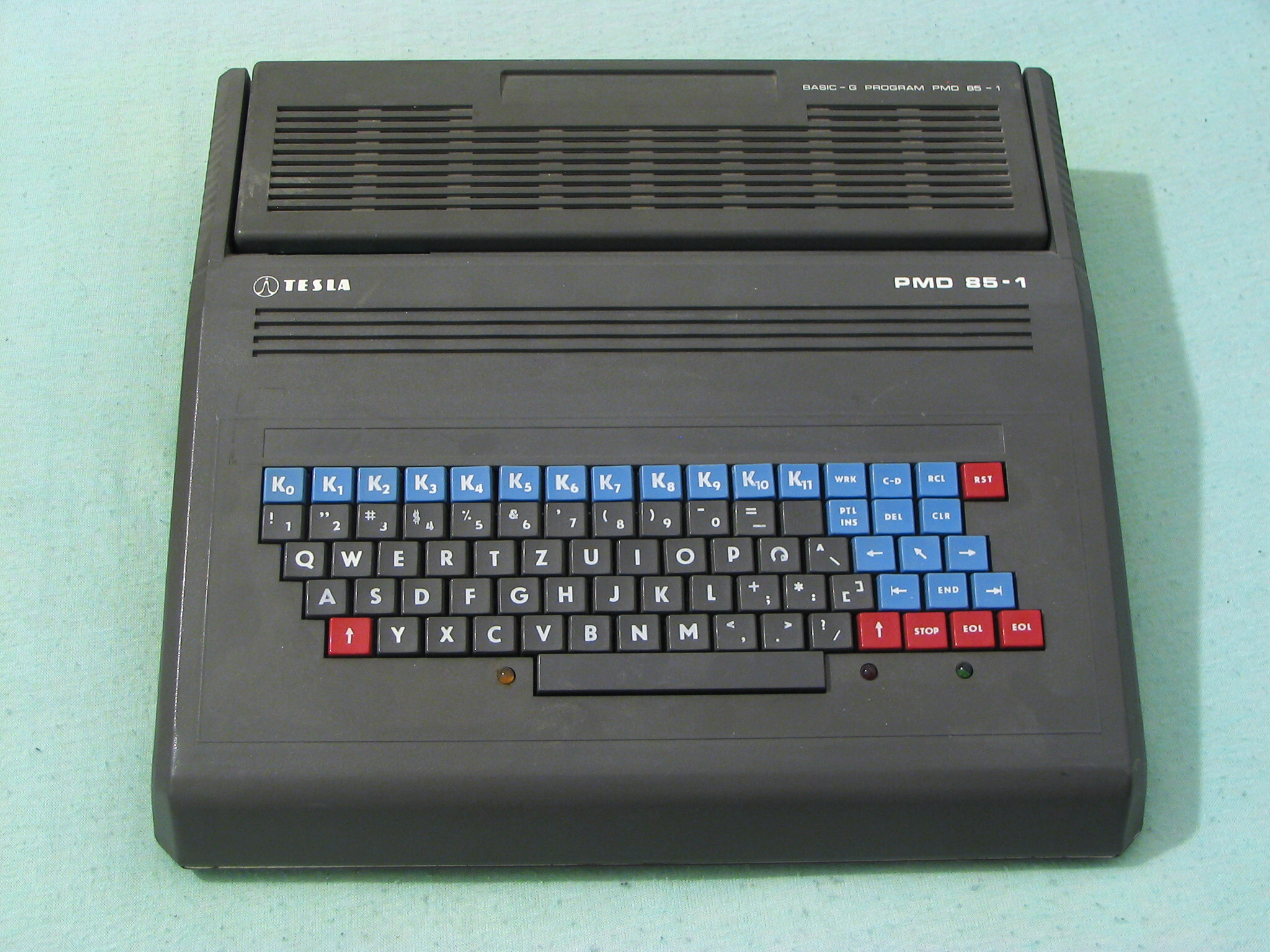
Der Heimrechner PMD 85 der Firma Tesla.

Der PMD 85-1 ist ein Heimcomputer des Tesla Kombinats aus der Tschechoslowakei. Der Rechner wurde von 1985 bis 1994 gebaut und war mit einem
Prozessor der Baureihe Tesla MHB8080A bestückt. Hierbei handelte es sich um eine schlichte Kopie des Intel 8080 CPU (2 MHz, 32 KB RAM).
Die aus der Not geborene Konstruktion wurde nach dem Ende des Kommunismus eingestellt.
Der PMD 85 wurde hauptsächlich in Schulen im slowakischen Teil des Landes eingesetzt, wohingegen der IQ 151 überwiegend in Schulen des tschechischen Landesteils Verwendung fand.

## Varianten
- Der PMD 85-D, ein von Tesla Piešťany (der Autor war Roman Kišš) hergestellter Prototyp, hatte ursprünglich ein weißes Gehäuse und wurde später in anderen Farben angeboten. Heutzutage ist er ziemlich selten.
- Der PMD 85, der seit 1985 von Tesla Piešťany hergestellt wurde, war als PMD 85 oder PMD 85-1 bekannt. Er hatte ein dunkelgraues Gehäuse und war berühmt für seine Tastaturen mit extrem harten Tasten. Die alphanumerischen Tasten wurden zum Zeitpunkt einer Tastenfreigabe ausgewertet.
- Der PMD 85-2, der seit 1986 von Tesla Piešťany hergestellt wurde, brachte einige Verbesserungen in BASIC, sowie in den Eingaberoutinen (z. B. automatische Tastenwiederholung), eine ergonomischere (aber weniger mechanische) Tastatur und auch im Terminalmodus. Einige der Änderungen führten dazu, dass er nicht mehr vollständig abwärtskompatibel ist.
- Der PMD 85-2A, der ab 1987 von Tesla Bratislava hergestellt wurde, verwendete 64 KB-RAM-Chips anstelle von 48 KB, was zu einer geringeren Überhitzung der Speicherchips führte, wodurch mehr Speicher für BASIC zur Verfügung stand, war aber mit dem PMD 85-2 kompatibel.
- Der PMD 85-3, der ab 1988 von Tesla Bratislava hergestellt wurde, verfügte zusätzlich über einen Farbfernsehausgang. Die Zeichenkodierung umfasste alle tschechischen und slowakischen Zeichen, und es wurde auch eine kyrillische Version erstellt. Der Systemspeicher wurde auf 8 KB erweitert und der Monitor enthielt Routinen für die Kommunikation mit der PMD 32-Diskettenbaugruppe, einen ROM-Integritätstest und auch den "PMD 85-2-Kompatibilitätsmodus" durch Verlagerung.

## Kompatibilität
Die tschechoslowakischen Firma Didaktik stellte u. a. die Rechner Alfa und Beta her, die zum PMD 85 kompatibel waren.

## Emulation
Man kann den PMD 85, neben anderen tschechoslowakischen Rechnern, auch auf moderner Hardware mittels des Emulators TESLA PMD 85 ausprobieren.